# Radio 7 Toronto
Radio 7 Toronto – polskojęzyczna rozgłośnia radiowa w Kanadzie, o charakterze informacyjno-rozrywkowym, założona w 2000 roku w Toronto, nadająca na fali o częstotliwości 1320 kHz z radiostacji CJMR-AM oraz w Internecie.

## Lokalizacja i zasięg
Siedziba radia znajduje się w mieście Mississauga w prowincji Ontario. Korzystało ono początkowo z nadajnika amerykańskiej stacji WTOR-AM, a następnie z kanadyjskiej, multikulturowej stacji CJMR-AM w Oakville, który pokrywa swym zasięgiem aglomerację Wielkiego Toronto i znaczną część południowego Ontario.
Całodobowy program internetowy nadawany jest ze studia w Mississaudze dzięki serwerowi w angielskim Manchester.

## Historia
Radio zostało powołane przez korporację Polskie Radio 770 AM w kwietniu 2000 r. na bazie istniejącego krótko Radia Puls, startując z dwiema godzinami codziennego programu własnego, nadawanego z terytorium USA na częstotliwości 770 AM. Nazwę wybrano w drodze plebiscytu słuchaczy. Po przejściu do kanadyjskiej stacji CJMR, posiadającej licencję na programy etniczne, program w eterze rozrósł się do 5 godz. dziennie.
Od czerwca 2020 r. całodobowy program internetowy nadawany jest z portalu stacji: radio7toronto.com.
Radio finansowane jest z dochodów generowanych z reklam oraz z pomocy darczyńców w ramach akcji “Przyjaciele Radia 7”.

## Profil stacji i autorzy
Głównymi elementami programu są serwisy informacyjne z Polski i z Kanady, publicystyka społeczno-polityczna, poradnictwo, lokalne sprawy polonijne i rozrywka. W programie internetowym stacja udostępnia również własne podcasty i retransmituje wybrane audycje Polskiego Radia.
Program dostosowany jest do przedziału wiekowego słuchaczy, który w 2013 roku obejmował: osoby w wieku powyżej 65 lat - 40%, osoby w wieku 40–64 lat - 42%, osoby w wieku do 40 lat -12%. W Wielkim Toronto mieszka ponad 220 tys. osób polskiego pochodzenia.
Popularni prezenterzy w historii programu to: Maciej Czapliński, Piotr Hoffmann, Agata Kusznirewicz, Jacek Łasiński, Tomasz Piwowarek, Olaf Ważyński, Zbigniew Żerański. Producenci to: Robert Szelążek (zm. 2020) i Maciej Czapliński. 
Wśród wieloletnich współpracowników/komentatorów znaleźli się m.in.: Jacek Kozak, Jan Tomaszewski, Władysław Lizoń, Krzysztof Miklas, Marek Niedźwiecki, Jan Ogrodnik-Dąbrowski, Wojciech M. Wojnarowicz. W studiu Radia 7 gościło ponad 400 czołowych polityków, artystów i sportowców z Polski i Kanady.